# Frozes
Frozes település Franciaországban, Vienne megyében. Lakosainak száma 612 fő (2022. január 1.). Frozes Chiré-en-Montreuil, Maillé, Villiers, Vouillé és Champigny en Rochereau községekkel határos.

## Népesség
A település népességének változása:
| Lakosok száma | 541  | 549  | 563  | 559  | 581  | 583  | 593  | 602  | 612  |
|               | 2013 | 2015 | 2016 | 2017 | 2018 | 2019 | 2020 | 2021 | 2022 |